# Live at the Royal Albert Hall (álbum de Adele)
Live at the Royal Albert Hall es el primer concierto de la cantante Adele que se vende en DVD, Blu-ray y CD del 29 de noviembre de 2011. El show fue grabado en el Royal Albert Hall de Londres con motivo de la gira Adele Live el 22 de septiembre de 2011.

## Antecedentes
El 26 de octubre de 2011 se anunció que Adele lanzaría un concierto en DVD y Blu-ray, junto a un CD, grabado en vivo desde el Royal Albert Hall. El concierto dura noventa minutos y además incluyen nueve minutos escenas secuenciales. El listado de canciones cuenta con material de sus álbumes 19 y 21, además de «I Can’t Make You Love Me» de Bonnie Raitt y «If It Hadn’t Been For Love» de The Steeldrivers.

## Listado de canciones
1. «Hometown Glory»
2. «I'll Be Waiting»
3. «Don't You Remember»
4. «Turning Tables»
5. «Set Fire to the Rain»
6. «If It Hadn't Been for Love»
7. «My Same»
8. «Take It All»
9. «Rumour Has It»
10. «Right as Rain»
11. «One and Only»
12. «Lovesong »
13. «Chasing Pavements»
14. «I Can't Make You Love Me»
15. «Make You Feel My Love»
16. «Someone like You»
17. «Rolling in the Deep»

Fuente:

## Certificaciones
| País   | Organismo certificador | Certificación | Ventas certificadas | Ref.  |
| ------ | ---------------------- | ------------- | ------------------- | ----- |
| México | AMPROFON               | 3× Platino    | 180,000             | [ 5 ] |